# بروديكوس

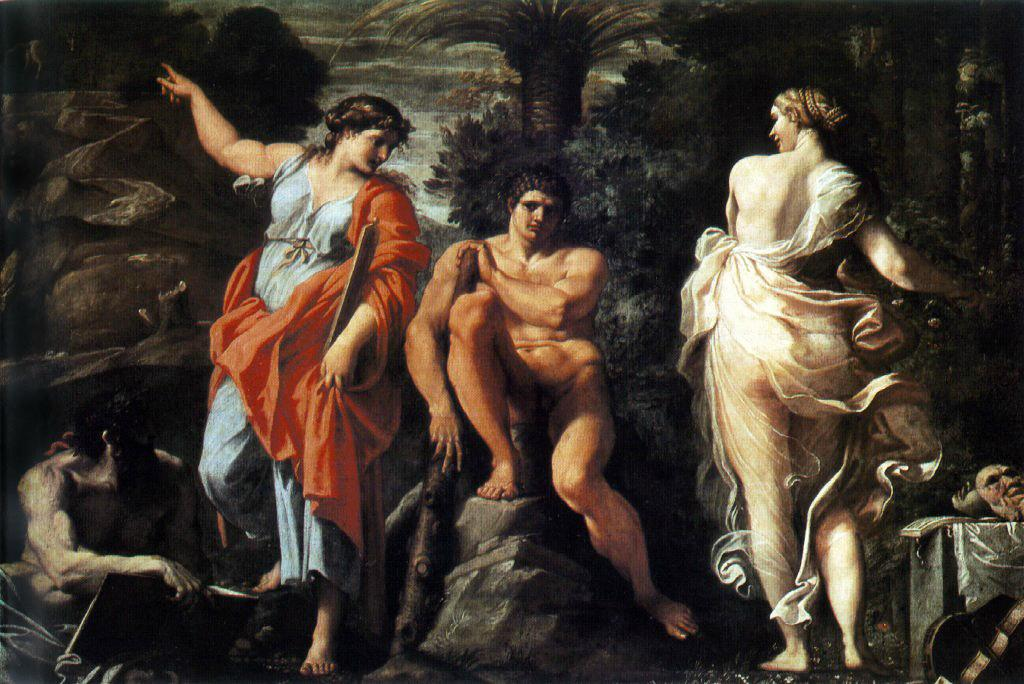
لوحة معنونة باسم اختيار هرقل من قبل الرسام أنيبيل كاراتشي تظهر بروديكوس

بروديكوس (باليونانية: Πρόδικος)‏ هو فيلسوف إغريقي ولد في سنة 465 قبل الميلاد، يعتبر هذا الفيلسوف من أوائل جيل السفسطائيين ألذين ظهروا في أثينا. أصبح هذا الفيلسوف سفير أثينا في جزيرة سيوس وأصبح معلم مشهور هناك. عمل مع أفلاطون وربطته علاقات جيدة به، كما كان له عدة لقائات مع سقراط. تكلم فلسفاته عن تأثير المناهج الدراسية، كما كان له تفاسير عن علاقة الدين بالطبيعة. توفي بروديكوس في سنة 395 ق م